# Lukavecký potok
Lukavecký potok este o arie protejată (arie specială de conservare — SAC, sit de importanță comunitară — SCI) din Republica Cehă întinsă pe o suprafață de 0,99 ha, integral pe uscat.

## Localizare
Centrul sitului Lukavecký potok este situat la coordonatele 50°24′19″N 15°35′04″E / 50.405278°N 15.584444°E.

## Înființare
Situl Lukavecký potok a fost declarat sit de importanță comunitară în aprilie 2005 pentru a proteja 1 specie de animale. Situl a fost protejat și ca arie specială de conservare în iulie 2012.

## Biodiversitate
Situată în ecoregiunea continentală, aria protejată nu include niciun habitat protejat.
La baza desemnării sitului se află o specie protejată de  nevertebrate: Unio crassus.